# Trizay-Coutretot-Saint-Serge
Trizay-Coutretot-Saint-Serge település Franciaországban, Eure-et-Loir megyében. Lakosainak száma 438 fő (2022. január 1.). Trizay-Coutretot-Saint-Serge Nogent-le-Rotrou, Vichères, Champrond-en-Perchet, La Gaudaine, Saint-Jean-Pierre-Fixte és Souancé-au-Perche községekkel határos.

## Népesség
A település népessége az elmúlt években az alábbi módon változott:
| Lakosok száma | 286  | 412  | 448  | 464  | 463  | 453  | 444  | 433  | 432  | 438  |
|               | 1968 | 1982 | 1990 | 2006 | 2013 | 2015 | 2017 | 2019 | 2020 | 2022 |